# Etisalat
La Corporació de Telecomunicacions dels Emirats, anomenada Etisalat (àrab: اتصالات, Ittiṣālāt, literalment ‘comunicacions'), és una multinacional dels Emirats Àrabs Units basada en proveir servei de telecomunicacions. Actualment té presència a 17 països d'Asia, l'Orient Mitjà i Àfrica. Etisalat és la tretzena operadora de telefonia mòbil més gran del món, amb més de 167 milions de clients. De fet, va ser nomenada la companyia més important dels Emirats Àrabs Units per la revista Forbes.